# Qingqi

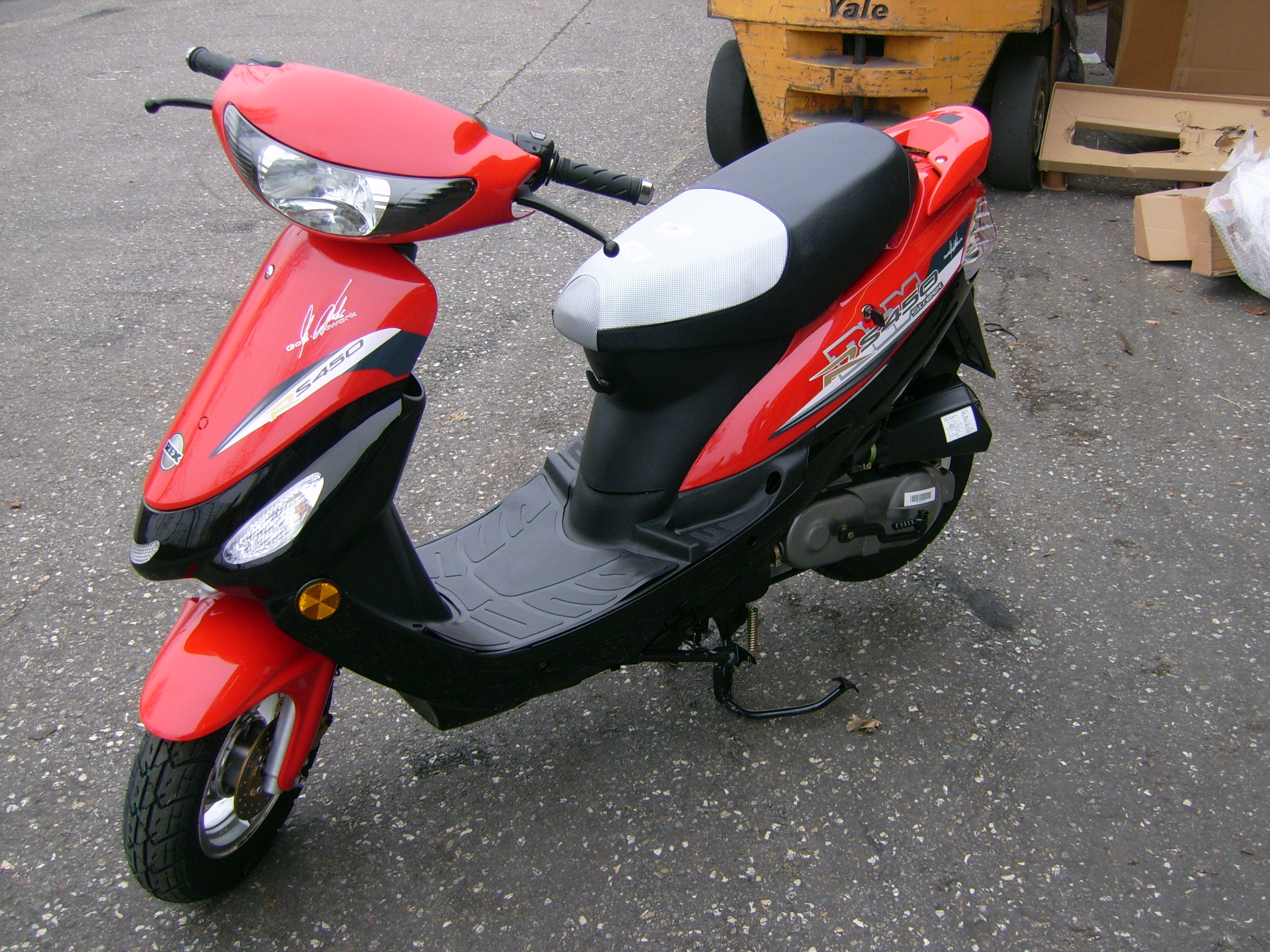
Rex RS 450, Qingqi-Typ QM50QT-6A

Jinan Qingqi Motorcycle Co Ltd - JNQQ -  (en chino simplificado, 济南 轻骑 摩托车 股份有限公司) es un fabricante chino de ciclomotores, quads y otros motores pequeños y motocicletas eléctricas originalmente fundada en 1956, es una marca con más de 50 años de tradición, siendo el fabricante de motocicletas más antiguo de la China.
Jinan Qingqi fue quien primero fabricó una motocicleta civil en China, y fue quien primero fabricó una motocicleta tipo Scooter en dicha nación; así mismo fue el primer fabricante de motocicletas en obtener la certificación ISO 9001.
Sus activos totales ascienden a 1,3 mil millones de RMB (renminbi, moneda China). Su casa matriz se encuentra ubicada en Jinan / Provincia de Shandong en la República de China y cotiza en la Bolsa de Valores de Shanghái. China South Industries Group Corporation (CSG) es su mayor accionista.

## Información general
Jinan Qingqi, con 4.300 empleados (más de 3.000 de ellos en la producción), es uno de los mayores fabricantes de motos chinas, y es probablemente la mejor marca conocida de ciclomotores en la China moderna y la empresa es uno de los más grandes fabricantes de motocicletas de motores pequeños en el mundo, pero es casi completamente desconocido fuera de su propio país, es sin embargo un gran OEM proveedor de empresas como Ciclo de la Unión Kreidler 125 Supermoto Revisión DD, Suzuki y Peugeot.
En el caso de estas últimas dos empresas que pueden dar lugar a la formación de empresas conjuntas, incluyendo JQ / Suzuki empresa llamada Ciruelo Qingqi Motors, empresa que tiene su sede en Pakistán y también comercializa con la marca Qingqi.

## Historia
Jinana Qingqi, fue creada en 1956, en la ciudad de Jinan, provincia de Shandong, donde se fabricó la primera motocicleta civil de China.
En 1985 Jinan Qingqi comenzó a trabajar con Suzuki.
En 1995 logró la certificación ISO 9001. En 1996, Jinan Qingqi recibe el premio “Famous Trademark” en China.
En 2006 se estableció como empresa conjunta con Peugeot.
En 2006, China South Industries Group Corporation (CSG) se convirtió en el mayor accionista de Jinan Qingqi.
En los últimos años, con el cambio de la estrategia, JNQQ , hizo énfasis en investigación y desarrollo, fundando el Laboratorio de Desarrollo conjunto con socios de Alemania, Japón, Italia, Francia, Brasil y Taiwán.
Historia de Qingqi

## Modelos

### 50 cm³
- Capriolo (QM50QT-2)
- Off-Limit 450 (QM50QT-6A)
- Qingqi Classic 2000 C
- Qingqi Mulan B
- QM48QT-B, QM48QT-D
- Rex RS 250 (QM50T-10A(B))
- Rex RS 450 (QM50QT-6A)
- Rex RS 500 (QM50QT-6A(A); Modelle bis ca. Mai 2010)
- Rex RS 600 (QM50QT-2)
- Rex RS 700 (QM50T-10A)
- Rex RS 900 (QM50T-10A(A))
- Scooter Tribal (QM50QT-6A)

### 125 cm³
- QM125T-9E (III)
- QM125T-A (III)
- QM125T-G(I)A
- Rex RS 125 (QM125T-10H, QM125T-10D, Peugeot Sum-Up 125)
- Rex SC 125 (QM125T-10A(A))
- Rex Speedy 125 (QM125T-10A)
- QM100-7: QM100-7E(I), QM100-7E(I)D, QM100-7C(I)D
- QM100-12(I)D,
- QM110: QM110-3(I)D, QM110-3(II)D, QM110-3A(I)D, QM110-3A(II), QM110-3F(I), QM110-3F(I)D, QM110-3E(I), QM110-3E(I)D
- QM125-2: QM125-2A(I), QM125-2A(I)A, QM125-2A(I)AD, QM125-2A(I)D, QM125-2X CAFÉ RACER
- QM125-10: QM125-10B(B), QM125-10B(B)LX, QM125-10B(L), QM125-10B(M)LD
- QM125-10K
- QM125GY-2D
- supra 125

### 150 cm³
- QM150L-4C
- QM150T-10R

### 200 cm³
- QM200GY-B(A)SD
- 200GY, 200GY-B

### 250 cm³
- QM250-2X
- QM250-2D
- QM250GY-B(A)
- QM250GY-B(BSD)
- QM250GY-D
- QM250GY-D(A)
- QM250GY-D(DA)
- QM250GY-F
- QM250T